# Chorthippus chayuensis
Chorthippus chayuensis är en insektsart som beskrevs av Yin, X.-c. 1984. Chorthippus chayuensis ingår i släktet Chorthippus och familjen gräshoppor. Inga underarter finns listade i Catalogue of Life.